# افعی طلایی
افعی طلایی نخستین نمایشنامهٔ علی نصیریان است.

## متن
نام این نمایشنامه، که اقتباسی است از «داش آکل» صادق هدایت است، در آغاز خرقهٔ آلوده بود.

## نمایش
این نمایشنامه را نخستین بار گروه هنر ملی در اردیبهشت ۱۳۳۶ به کارگردانی نویسنده در تالار فارابی اداره کلّ هنرهای زیبا به نمایش درآورد.
سال ۱۳۵۲ نصیریان این نمایشنامه را برای پخش تلویزیونی کارگردانی کرد.